# 尼崎東警察署
尼崎東警察署（あまがさきひがしけいさつしょ）は、兵庫県尼崎市にある兵庫県警察が管轄する警察署である。

## 所在地
- 兵庫県尼崎市潮江五丁目8番55号

2017年3月13日に兵庫県尼崎市長洲本通一丁目5番1号から、現在地に移転した。

## 管轄区域
- 尼崎市（尼崎南警察署及び尼崎北警察署の管轄区域を除く区域）

## 交番

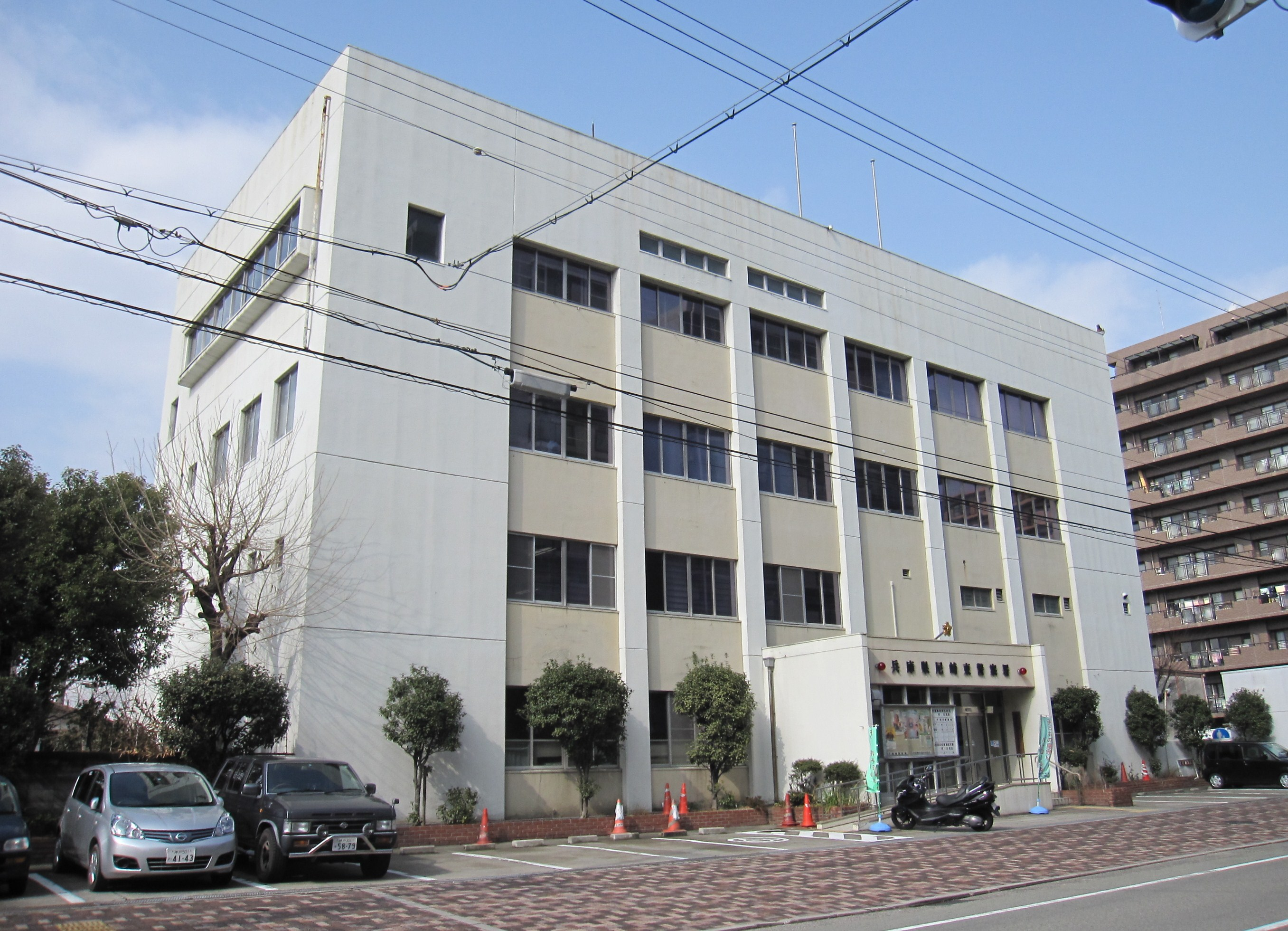
移転前の尼崎東警察署（2013年2月撮影）

全て、尼崎市内に所在している。
- 長洲交番（長洲西通）
- 杭瀬交番（杭瀬本町）
- 潮江交番（潮江）
- 神崎交番（次屋）
- 下坂部交番（下坂部）
- 上坂部交番（上坂部）
- 食満交番（御園）
- 園田駅前交番（東園田町）
- 競馬場前交番（椎堂）
- モスリン橋交番（戸ノ内町）

## 廃止された交番
- 稲川橋交番（長洲中通）
- 常光寺交番（常光寺）
- 尼崎駅前交番（長洲本通）
- 西長洲交番（西長洲町）

## 組織
- 警務課
- 会計課
- 刑事第一課
- 刑事第二課
- 地域課
- 警備課
- 生活安全課
- 交通課

## 不祥事・事故
- 2019年（令和元年）
  - 2019年12月～2021年2月の間、同署に勤務する男女2人が、交番勤務中に淫らな行為をしたとして処分された[1]
- 2023年（令和5年）
  - 8月14日 - 兵庫県尼崎市小中島の信号機のある市道交差点で、尼崎東警察署の30代巡査部長が緊急走行で赤信号の交差点に進入したところ、青信号で左から来た乗用車と衝突する事故が発生した。この事故で乗用車が横転し、50代男性が病院に運ばれ軽傷、またパトカーを運転していた巡査部長も軽傷を負った。事故を記録したドライブレコーダーの映像により、パトカーは当時 緊急走行で赤信号の交差点に進入する際、一時停止や徐行をせず時速40km程度で進入していたことが判明。緊急車両は たとえ緊急走行中でも赤信号で交差点に進入する場合は一時停止、または徐行する義務があり、警察が事故の状況を詳しく捜査している。尼崎東警察署の副署長は「けがをされた方にはおわび申し上げます。事故については調査中ですが、指導を徹底し、再発防止を図っていきます」とコメントした。[2]
  - 8月14日 - 兵庫県警の独身寮で大麻を使用した警察官2名の行為を黙認したとして尼崎東警察署の男性巡査が戒告処分となり、その後依願退職した[3]